# Hendungen
Hendungen ist eine Gemeinde im unterfränkischen Landkreis Rhön-Grabfeld.

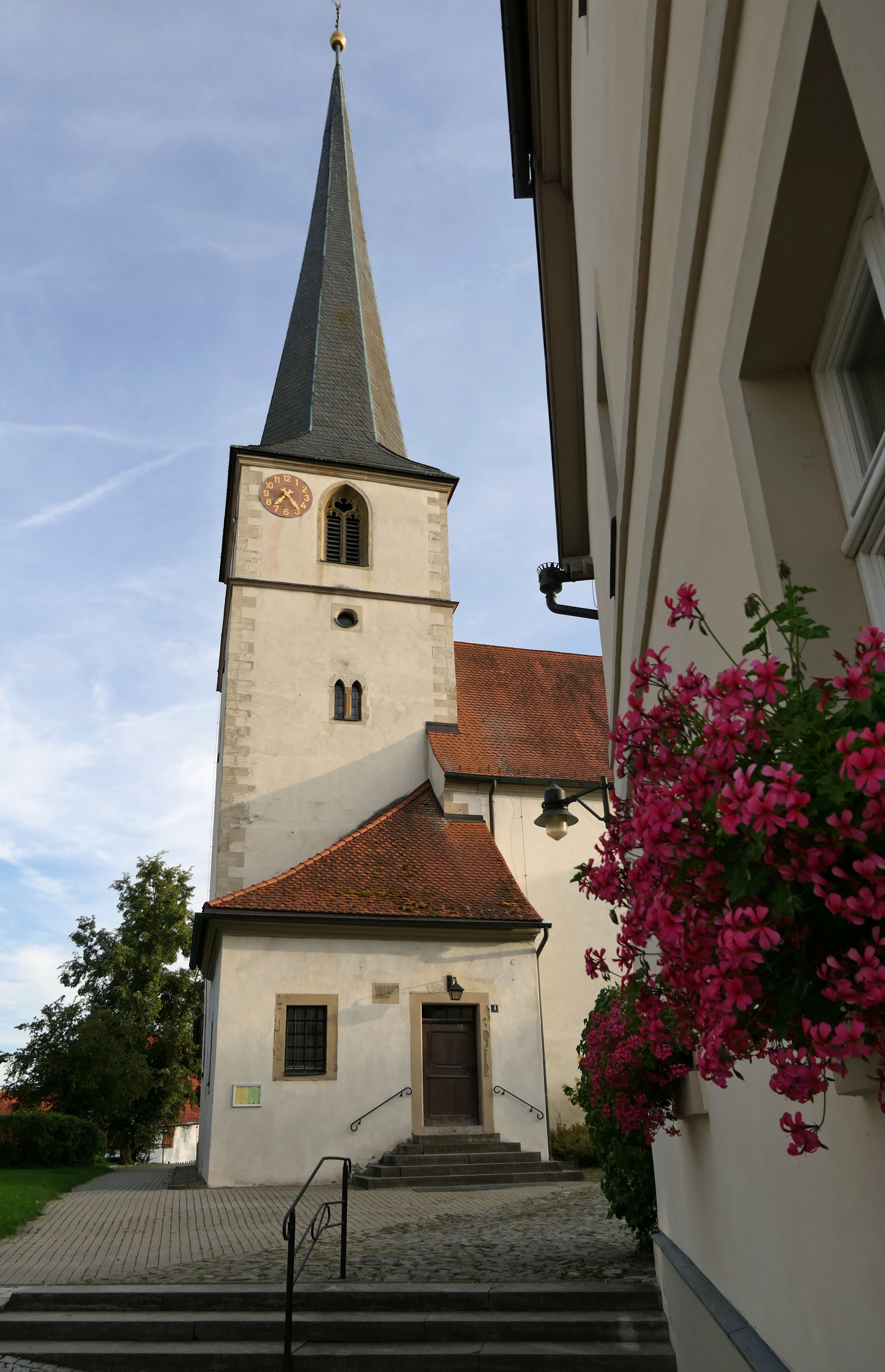
Kirche St. Alban

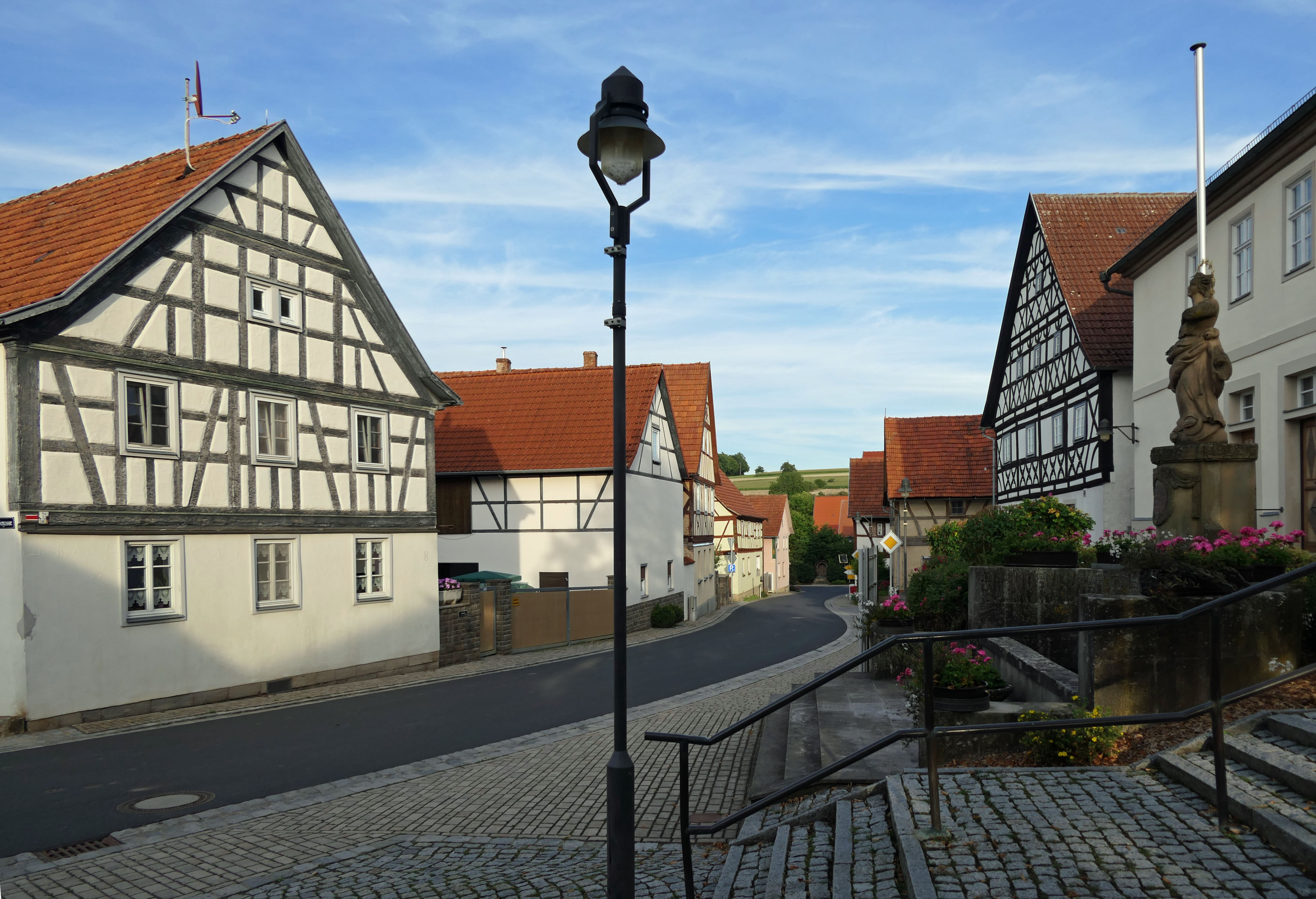
Hauptstraße mit Kriegerdenkmal

## Geographie
Die Gemeinde liegt unweit östlich der Bundesautobahn 71 an der Bahra. Durch den Ort führt der Fränkische Marienweg.

### Gemeindegliederung
Hendungen besteht aus den Gemeindeteilen Hendungen und Rappershausen, die jeweils ihre eigene Gemarkung haben. Etwa einen Kilometer südlich von Rappershausen liegt die Wüstung Uttenhausen.

## Geschichte

### Mittelalter
Am 25. März 783 übereignete die Äbtissin Emhilt das von ihr gegründete Benediktinerkloster Milz und ihr allodiales Erbland, darunter Besitz zu Hendungen („Hedingen“), „unserem allmächtigen Erlöser, der Hl. Mutter Maria und den Gottesfrauen, die in meinem Kloster in Milz … dienen“. Dies war die erste urkundliche Erwähnung von Hendungen. Gemäß einer weiteren Urkunde vom 3. Februar 800 schenkte Emhilt zusammen mit 22 unterzeichnenden Nonnen das Kloster Milz und den Besitz in den aufgezählten Dörfern, darunter wieder Hendungen („Hentingi“), der Abtei Fulda. Der vermutlich überwiegende Teil Hendungens, darunter 14 Hufen, 35 Manzipien und die der heiligen Maria und Johannes dem Täufer geweihte Kirche, wurde am 14. April 801 von Eckehart dem Kloster Lorsch geschenkt. Ein weiterer Teil Hendungens wurde von Graf Erpho dem Kloster Fulda übertragen.
Am 21. Oktober 1232 schlossen Fürstabt Konrad III. von Fulda und Graf Poppo VII. von Henneberg einen Vertrag, in dem Hendungen mit Helmershausen getauscht wurde. Mit den hennebergischen Teilungsvertrag fiel 1274 ganz Hendungen der Henneberg-Aschacher Linie (unter Hermann II.) zu. Am 27. Mai 1498 erhielt Hendungen von Kaiser Maximilian I. das Marktrecht und wurde von da an als Flecken bezeichnet. Zudem erhielt es in diesem Jahr einen eigenen Amtssitz. Durch zwei Erbteilungen der Grafschaft Henneberg-Aschach(-Römhild) in den Jahren 1468 und 1532 gelangte Hendungen an die Linie Henneberg-Schwarza.

### Neuzeit
In der Herrschaft Henneberg-Römhild-Schwarza wurde 1545 die Reformation eingeführt, wodurch der Ort Hendungen ebenso wie die Nachbarorte Bahra, Rappershausen und Roßrieth evangelisch wurde. Nach dem Tod des kinderlosen katholischen Grafen Albrecht von Henneberg-Römhild-Schwarza im Jahr 1549 nahm der lutherische Graf Wilhelm VI. von Henneberg-Schleusingen dessen Erbe, darunter auch Hendungen, in Besitz.
Nachdem 1555 im Augsburger Religionsfrieden der Grundsatz Cuius regio, eius religio beschlossen worden war, prüften im Jahr 1557 lutherisch-hennebergische Visitatoren den damaligen katholischen Pfarrer in Hendungen, verjagten ihn und ersetzten ihn durch einen lutherischen Prediger. Die Herren von Bibra hoben die Pfarrzugehörigkeit des in ihrem Besitz befindlichen evangelischen Orts Bahra zum würzburgisch-katholischen Mellrichstadt auf und übertrugen die Seelsorge dem lutherischen Prediger von Hendungen, der auch die Abgaben erhielt, die bis dahin an Mellrichstadt geflossen waren. Für das Jahr 1561 sind Weinlieferungen von der Wüstung Uttenhausen (und der Wüstung Eichelbrunn) für die Kirchweihen zu Behrungen und Hendungen belegt. 1574 wurde Hendungen (neben Ilmenau, Kaltennordheim, Kühndorf, Obermaßfeld, Schmalkalden, Schleusingen, Themar und Wasungen) eines der neun Dekanate der Hennebergischen Lande, denen jeweils ein Dekan vorgesetzt wurde. Am 27. Dezember 1583 starb Graf Georg Ernst von Henneberg-Schleusingen und Hendungen kam als Teil der Grafschaft Henneberg-Schleusingen, gemäß der 1554 im Kahlaer Vertrag geregelten Bestimmungen, unter gemeinschaftliche Verwaltung der ernestinischen und albertinischen Wettiner.
Im Jahre 1586 vereinbarten das Hochstift Würzburg und die sächsischen Fürsten im Schleusinger Vertrag den Übergang einiger Orte im heutigen Unterfranken, darunter Hendungen, sowie eines Viertels der Cent und des Zolls zu Münnerstadt und 30.000 Gulden an das Hochstift Würzburg. Durch diesen Vertrag sicherten die Fürsten von Sachsen unter Abtretung von ehemals hennebergischem Splitterbesitz ab, dass das 1542 von den Hennebergern von Würzburg ertauschte Amt Meiningen nach dem Ableben der Grafen nicht wieder an das Hochstift zurückfiel, sondern unter sächsischer Verwaltung verblieb. Hendungen verlor bei diesem Gebietsübergang seinen eigenen Amtssitz und gehörte nun zum Amt Mellrichstadt. Vom Marktrecht wurde offenbar ab etwa diesem Zeitpunkt kein Gebrauch mehr gemacht. Der bisherige lutherische Prediger in Hendungen hielt am Sonntag vor dem 27. Juli 1588 seine Abschiedspredigt. Johann von Hag wurde von Bischof Julius Echter von Mespelbrunn, nachdem er am 1. Juni 1588 in Würzburg eine Probepredigt gehalten hatte und für tüchtig anerkannt worden war, als Pfarrverweser nach Hendungen beordert. Am 9. November 1588 lehnte der Würzburger Bischof Julius Echter die Beschwerden von Kurfürst Christian I. von Sachsen und Herzog Friedrich Wilhelm I. von Sachsen-Weimar über die Einführung des neuen Gregorianischen Kalenders in Hendungen und Eußenhausen ab. Die Herren von Bibra zogen Bahra von Hendungen ab und machten es stattdessen zur Filial des sächsisch gebliebenen Rappershausen, welches zur Pfarrei erhoben wurde. Auch die Abgaben, die bisher an den Pfarrer in Hendungen geflossen waren, sollten von da an nach Rappershausen gehen. 1598 erfolgte deswegen Klage vor dem Reichskammergericht, wobei Hendungen jedoch „kein günstiges Urteil erlangte“.
Mit dem Reichsdeputationshauptschluss 1803 wurde das Hochstift Würzburg säkularisiert und zum größten Teil dem Kurfürstentum Bayern zugeschlagen. Mit dem Frieden von Preßburg trat Bayern das Kurfürstentum Würzburg am 26. Dezember 1805 im Tausch mit Tirol an Kurfürst Ferdinand III. ab. Nachdem das Heilige Römische Reich Deutscher Nation am 6. August 1806 aufgehört hatte zu bestehen, trat Ferdinand am 25. September 1806 dem Rheinbund bei und sein kleines Fürstentum wurde 1808 von Napoleon zum Großherzogtum Würzburg erhoben. Der „Reinigungsvertrag“ zwischen dem Großherzogtum Würzburg und Sachsen-Meiningen, der am 20. Juni 1808 unterzeichnet wurde, regelte die Grenze zwischen dem Großherzogtum Würzburg und dem herzöglichen sachsen-meiningischen und sachsen-römhildischen Gebiet neu, wobei der Ort Rappershausen und die Wüstung Uttenhausen an Würzburg abgetreten wurden. Dabei wurde ausdrücklich darauf hingewiesen, dass das Erbfolgerecht Würzburgs, welches im Vertrag von Schleusingen vom 19. Juli 1586 vereinbart wurde, weiterhin bestehen blieb. Nach der Niederlage Napoleons in der Völkerschlacht von Leipzig löste Ferdinand III. am 26. Oktober 1813 die Verbindung mit Frankreich und schloss sich der Koalition gegen Napoleon an. In der Schlussakte des Wiener Kongresses vom 9. Juni 1815 wurde festgelegt, dass das Großherzogtum Würzburg größtenteils an Bayern zurückfiel, während Ferdinand III. seinen Erbstaat, das Großherzogtum Toskana, zurückerhielt.

### Neueste Geschichte

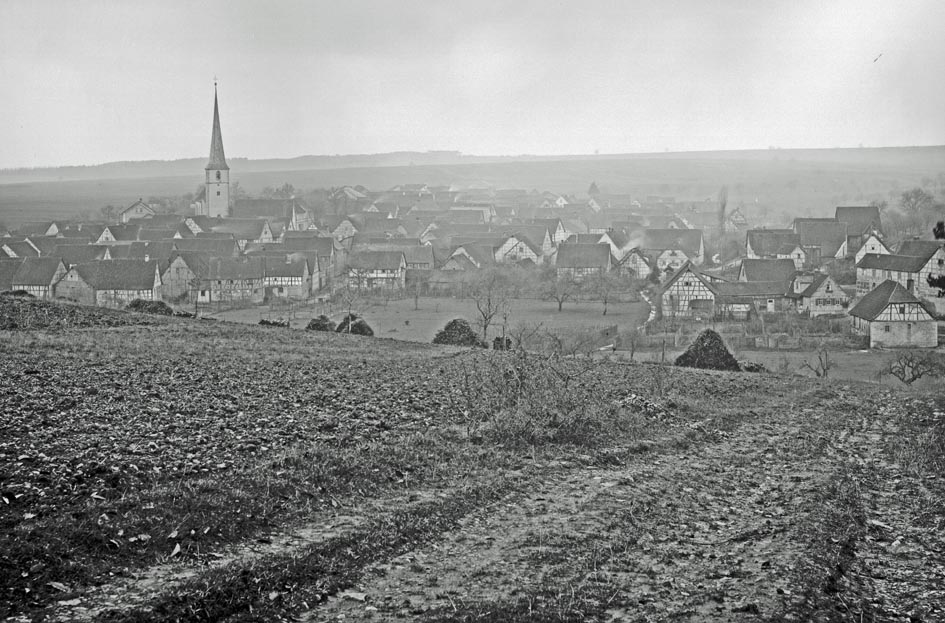
Hendungen fotografiert von Anton Tretter um 1900

Nachdem mehrere potentielle Investoren die Stromversorgung der Rhön für nicht attraktiv genug befunden hatten, gründeten 47 Gemeinden aus Bayern, Hessen und Thüringen, darunter auch Hendungen, am 29. März 1920 die Überlandwerk Rhön GmbH, das noch heute zu 100 Prozent eine kommunale Gesellschaft ist. Noch am 26. November 1923 schrieb der preußische Minister für Handel und Gewerbe in einer Stellungnahme:

„Es ist zu befürchten, dass die Rhönbevölkerung diese Anlagen nicht nutzen und sie noch auf Jahre hinaus brach liegen lassen würde. Denn mit der Stromzufuhr allein ist es nicht geschehen, da die Bewohner der Gegend bei dem gegenwärtigen Stand der wirtschaftlichen Entwicklung des Kreises kaum in der Lage sind, den Strom abzunehmen. Hierzu befindet sich die Landwirtschaft sowie die Industrie auf einer zu niedrigen Stufe. … Es fehlt zur Zeit an den Vorbedingungen, ohne die auch der beste Ausbau des Stromverteilungsnetzes wertlos ist.“

 In der Folgezeit beteiligten sich weitere Gemeinden als Gesellschafter. Als Stromquelle dienten zunächst die Kraftwerke des Kali-Konzerns Wintershall bei Dorndorf (Thüringen), später erfolgte die Stromlieferung für das ganze Gebiet aus dem Kraftwerk Breitungen an der Werra.
Pfarrer Konrad Weigand wurde am 21. Juli 1941 festgenommen und kurz darauf ins Konzentrationslager Dachau überführt, da er in seiner Predigt vom 29. Juni 1941 dagegen protestiert hatte, dass die Lehrerin wiederholt das Schulkreuz entfernt und durch ein Hitler-Porträt ersetzt hatte. Am 28. Juli 1941 fand in Hendungen wegen der Inhaftierung des Pfarrers eine Demonstration von etwa 50 Frauen vor dem Haus des Bürgermeisters statt. Nach Protesten der Kirchenführung und Unruhen in anderen Gemeinden wurde Pfarrer Weigand am 16. April 1942 wieder aus der Haft entlassen.
1952 veranlasste die DDR die Unterbrechung der Stromlieferungen nach West-Berlin und an das Überlandwerk Rhön ohne Vorankündigung. Hierdurch wurden einzelne Ortschaften bis zu acht Tage von der Stromversorgung abgeschnitten. Um einen Notbetrieb während der Zeit der Neuordnung aufrechtzuerhalten, wurden die 20-Kilovolt-Notverbindungen zur Überlandwerk Fulda AG (ÜWAG) und zum Überlandwerk Unterfranken (ÜWU) aktiviert und notdürftig verstärkt. Mit Großkunden wurden Vereinbarungen über versetzte Pausenzeiten getroffen, um während der Spitzenzeiten ein Zusammenbrechen des Versorgungsnetzes zu vermeiden. Innerhalb weniger Wochen wurde eine neue 30-Kilovolt-Leitung mit mehr als 20 km Länge von Bad Kissingen zum Umspannwerk in Bad Neustadt gebaut.
Am 1. Juli 1972 wurde der Landkreis Mellrichstadt im Zuge der Gebietsreform in Bayern mit dem ebenfalls aufgelösten Landkreis Königshofen im Grabfeld dem Landkreis Bad Neustadt an der Saale angegliedert. Am 1. Mai 1973 erhielt der neue Landkreis seine heutige Bezeichnung Landkreis Rhön-Grabfeld.
Mit Wirkung zum 1. Januar 1975 wurde die Verwaltungsgemeinschaft Mellrichstadt als erste Verwaltungsgemeinschaft in Unterfranken gegründet; der Dienstbetrieb wurde am 1. Juli 1975 aufgenommen. Zu den Mitgliedsgemeinden gehörten ursprünglich die Stadt Mellrichstadt (einschließlich der Stadtteile Frickenhausen, Roßrieth und Bahra) sowie die Gemeinden Hendungen, Oberstreu und Stockheim. Ab dem 1. Juli 1976 kamen durch Rechtsverordnung der Regierung von Unterfranken die Gemeinden Mittelstreu und Rappershausen hinzu.
Im Zuge der Gebietsreform in Bayern wurde am 1. Mai 1978 Rappershausen in die Gemeinde Hendungen eingegliedert.
Durch den Bau der Bundesautobahn 71 erhielt die Gemeinde im Dezember 2005 einen Autobahnanschluss, der allerdings die Bezeichnung „Anschlussstelle Mellrichstadt“ trägt.

### Einwohnerentwicklung
- 1840: 0773 Einwohner
- 1853: 0823 Einwohner (Hendungen: 550, Rappershausen: 273)
- 1900: 0916 Einwohner
- 1933: 0960 Einwohner (Hendungen: 652, Rappershausen: 308)[6]
- 1939: 0944 Einwohner (Hendungen: 659, Rappershausen: 287)[6]
- 1946: 1208 Einwohner (Hendungen: 824, Rappershausen: 384)[7]
- 1950: 1234 Einwohner (Hendungen: 836, Rappershausen: 398)
- 1961: 1160 Einwohner (Hendungen: 798, Rappershausen: 362)[5]
- 1970: 1112 Einwohner (Hendungen: 805, Rappershausen: 307)[5]
- 1987: 1023 Einwohner
- 1991: 1066 Einwohner
- 1995: 1069 Einwohner
- 2000: 1054 Einwohner
- 2003: 1031 Einwohner[8]
- 2004: 1033 Einwohner[9]
- 2005: 1038 Einwohner
- 2006: 1029 Einwohner[9]
- 2007: 1022 Einwohner[10]
- 2008: 0997 Einwohner[10]
- 2009: 0988 Einwohner[10]
- 2010: 0977 Einwohner[10]
- 2011: 0961 Einwohner[10]
- 2012: 0942 Einwohner[10]
- 2013: 0922 Einwohner[11]
- 2014: 0913 Einwohner[11]
- 2015: 0908 Einwohner[11]
- 2016: 0896 Einwohner[11]
- 2017: 0887 Einwohner[11]
- 2018: 0884 Einwohner[11]
- 2019: 0876 Einwohner[11]
- 2020: 0862 Einwohner[11]
- 2021: 0863 Einwohner[11]
- 2022: 0856 Einwohner[11]

Im Zeitraum 1950 bis 2022 sank die Einwohnerzahl von 1234 auf 856 bzw. um 30,6 %.

## Politik
Die Gemeinde ist Mitglied der Verwaltungsgemeinschaft Mellrichstadt.
Die Gemeinderatswahl 2020 ergab folgende Stimmenanteile und Sitzverteilung:
- CSU/Freie Wähler: 75,81 %, 6 Sitze
- Parteifreie Wähler Rappershausen: 24,19 %, 2 Sitze

Erster Bürgermeister ist seit 1. Mai 2014 Florian Liening-Ewert.

### Wappen
| Wappen von Hendungen | Blasonierung: „In Gold auf grünem Dreiberg ein durchgehendes schwarzes Tatzenkreuz, dem in der Mitte ein Schildchen mit drei silbernen Spitzen in Rot aufgelegt ist.“ |
| Wappen von Hendungen | |

## Kultur und Sehenswürdigkeiten

### Baudenkmäler
- Altes Rathaus (Hendungen)
- Kirche St. Alban
- Pfarrhaus (Hendungen)

### Bodendenkmäler
- Turmhügel Rappershausen

## Wirtschaft und Infrastruktur

### Wirtschaft einschließlich Land- und Forstwirtschaft
Es gab im Jahr 2021 nach der amtlichen Statistik im produzierenden Gewerbe 22 sozialversicherungspflichtig Beschäftigte am Arbeitsort. In sonstigen Wirtschaftsbereichen waren am Arbeitsort 135 Personen sozialversicherungspflichtig beschäftigt. Sozialversicherungspflichtig Beschäftigte am Wohnort gab es insgesamt 371. Im verarbeitenden Gewerbe gab es einen Betrieb, im Bauhauptgewerbe keinen Betrieb. Zudem bestanden im Jahr 2020 15 landwirtschaftliche Betriebe mit einer landwirtschaftlich genutzten Fläche von 995 ha, davon waren 874 ha Ackerfläche und 121 ha Dauergrünfläche.

### Bildung
Es gibt folgende Einrichtungen (Stand: 2022):
- einen Kindergarten mit 62 Plätzen und 55 Kindern
- eine Grundschule: 3 Lehrkräfte, 31 Schülerinnen und Schüler